# Seznam napadov ukrajinskih oboroženih sil na Belgorodsko oblast
Napadi ukrajinskih oboroženih sil na Belgorodsko oblast obsegajo ponavljajoče obstreljevanje Belgoroda in naseljenih območij Belgorodske oblasti v Rusiji iz Ukrajine med rusko invazijo na Ukrajino. Povzročili so številne žrtve med vojaki, civilisti in škodo na vojaški in civilni infrastrukturi. Skupno je bilo do aprila 2024 po poročanju ruskih oblasti zaradi obstreljevanja ubitih 120 ljudi in 651 ranjenih.
Na območju Belgorodske oblasti so v času priprave na invazijo na Ukrajino ruske oblasti v začetku februarja 2022 razglasile »visoko stopnjo teroristične ogroženosti« zaradi »grožnje artilerijskih obstreljevanj s strani Ukrajine« in »poskusov diverzantskih skupin, da bi prodrle v obmejna območja Belgorodske oblasti«.
Prvi ukrajinski napadi so se zgodili 24. februarja 2022 po tem, ko je Rusija sprožila invazijo. Intenzivnost napadov se je povečala po neuspehu ukrajinske protiofenzive. Ukrajinske oborožene sile so obstreljevale tudi druga obmejna območja v Rusiji. Po ruskih navedbah je bilo od začetka leta 2023 več kot 8000 obstreljevanj Belgorodske, Kurske in Brjanske oblasti.

## Kronološki pregled

### 2022
- 24. april: V Belgorodu je bilo zaznanih več eksplozij in najden sestreljen dron. Rusi viri so poročali o treh poškodovanih.[4]
- 26. april:  Lokalne oblasti so poročale o obstreljevanju Golovčina.[4]
- 3. julij: Med obstreljevanjem Belgoroda je bilo ubitih 5 ljudi, 4 so bili ranjeni; poškodovane so bile tudi številne stanovanjske zgradbe.[5]

### 2023
- 1. junij: Ruske in beloruske protivladne milice, ki delujejo v okviru ukrajinskih varnostnih in obrambnih sil[6] so začele napad na rusko obmejno mesto Šebekino med katerim so 1. junija po trditvah ruskih oblasti nanj izstrelile 850 bojnih glav različnih vrst. Regionalne oblasti so evakuirale prebivalce, predvsem ženske in otroke, v bližnje regije. Uničena je bila civilna infrastruktura in stanovanja.[7]
- 30. december: dan po obstreljevanju Ukrajine, v katerem je bilo ubitih 41 civilistov, so v eksplozijah v Belgorodu bili poškodovani številni civilni objekti, med drugim drsališče in stavba Belgorodske tehnične univerze.[8][9] Pri tem je po poročanju Rusije bilo ubitih 25 ljudi in 109 ranjenih.[10][11] Ruske oblasti so trdile, da so napad izvedle oborožene sile Ukrajine z raketami sistema RM-70 in raketnim sistemom Vilha.[9] RM-70 iz ozemlja Ukrajine nima zadostnega dosega.[12] Ukrajinski viri so za BBC povedali, da so kot povračilo za napad dan prej izstrelili 70 dronov, deli katerih so zaradi zračne obrambe nato padli na Belgorod.[13] Rusija je isti dan izvedla povračile napade na Harkov, kjer je poškodovala številne civilne objekte in ranila 28 ljudi.[14]

### 2024
- 7. februar: Med obsteljevanjem Belgoroda sta bili ranjeni dve osebi, povzročena pa je bila tudi škoda na hišah ter avtomobilih. Ruska protizračna obramba je sestrelila 7 izstrelkov rakete RM-70 "Vampir".[15]
- 8. februar: Med obstreljevnajem šestih občin je bilo uporabljenih 46 granat in pet brezpilotnih letalnikov kamikaze, pri čemer je bilo ranjenih šest civilistov.[16]
- 10. februar: Med obstreljevanjem je bilo uporabljenih 15 granat in vsaj pet kamikaze dronov,[17] pri čemer so bile ubite tri osebe v zaselku v Grajvoronskem okrožju.[18]
- 14. februar: Med obstreljevanjem je bilo uporabljenih 88 granat in 11 napadov z droni, pri čemer je poškodbe utrpela ena oseba.[19]
- 15. februar: Izvedenih je bilo več raketnih napadov med katerimi je bil zadet tudi trgovski center v Belgorodu. Umrlo je najmanj 7 ljudi, med njimi tudi otrok; ranjenih je bilo 20 ljudi.[20][21]
- 26. februar: Med napadom s kamikaze dronom na vas Počajev so bile 4 osebe ranjene in 3 ubite. Med sočasnim minometnim obstreljevanjem vasi Nova Tavolžanka sta bila ranjena dva otroka.[22]
- 28. februar: Med napadi Belgorodske oblasti je bilo uporabljenih 70 raket iz sistema PS30 Grad. Največ raket je letelo v smeri Šebekina, vendar ni bilo poročil o ranjenih.[23]
- 4. marec: Pri obstreljevanju mesta Šebekino je bil uporabljen kamikaze dron. Ostanki sestreljenega drona so poškodovali avtomobil; poročil o poškodovanih ni bilo.[24]
- 6. marec: Pri obstreljevanju petih mejnih območij v Belgorodski je bilo uporabljenih 98 granat in 6 brezpilotnih letalnikov. Uničene so bile hiše v štirih okrožjih, o poškodovanih ni bilo poročil.[25]
- 10. marec: Pri obstreljevanju naselja Gorkovski so bili uporabljeni trije brezpilotni letalniki; dva sta bila uničena v zraku, eden je trčil v stanovanjsko hišo; poročil o poškodovanih ali žrtvah ni bilo.[26]
- 12. marec: 
  - Med obstreljevanjem mesta Šebekino je bila ena oseba ranjena; poškodovanih je bilo več hiš, vrtec, tehnična šola, bolnišnica in trgovina.[27]
  - V zgradbo uprave mesta Belgorod je trčil brezpilotni letalnik; pri eksploziji je nastala materialna škoda.[28]
- 14. marec: Na območju Belgorodske oblasti je ruska zračna obramba je prestregla osem raketnih iztrelkov, Belgorod pa je bil tarča napadov brezpilotnih letalnikov. Ranjene so bile tri osebe, ena oseba je umrla. Poškodovani sta bili dve hiši in bolnišnica.[29]
- 15. marec: V Belgorodski oblasti je bilo sesteljenih deset izstrelkov iz raketnega sistema RM-70 vampir.[30] Pri obstreljevanju Belgoroda je ena oseba umrla, dve pa sta bili ranjeni.[31]
- 16. marec: Med artilerijskem obstreljevanjem mesta Belgorod sta umrli dve osebi.[32]
- 17. marec: Nad Belgorodsko oblastjo je bilo prestreženih 9 izstrelkov iz RM-70 vampir in 18 brezpilotnih letalnikov.[33]
- 18. marec: Nad Belgorodsko oblastjo je bilo prestreženih 10 izstrelkov iz RM-70 vampir. Med obbstrljevanjem so bili poškodovani avtomobil, avtobus in gospodarska stavba.[34]
- 19. marec: Med obstreljevanjem Belgoroda je bila v lokalnem živalskem vrtu ubita kengurujka in ranjen labod.[35]
- 20. marec:
  - Med obstreljevanjam Grajvorona sta bili ubiti dve osebi.[36]
  - Nad Belgorodom je bilo prestreženih 13 izstrelkov iz RM-70 vampir. Zaradi obstreljevanja je umrla ena oseba, dva sta bili ranjeni.[37]
- 21. marec: Nad Belgorodom je bilo prestreženih deset izstrelkov iz RM-70 vampir. Regionalne oblasti so se odločile evakuirati devet tisoč otrok iz območij, ki so redno tarča obstreljevanja.[38] Zaradi obstreljevanja je umrla ena oseba, 5 pa je bilo ranjenih. Prav tako je bilo poškodovanih več stanovanjskih zgradb in štiri bolnišnice.[39]
- 24. marec: Nad Belgorodsko oblastjo je bilo prestreženih 22 izstrelkov iz RM-70 vampir. Ranjena je bila 1 oseba.[40]
- 26. marec: Med obstreljevanjem Belgorodske oblasti so bile ranjene tri osebe v vasi Golovčino.[41]
- 27. marec: Ruska zračna obramba je nad Belgorodom in Belgorodskim okrožjem sestrelila 16 brezpilotnih letalnikov, ki so se približevali mestu. Poškodovanih je bilo več stanovanjskih objektov, otroška bolnišnica, vrtci in šola.[42]
- 29. marec: Pri trčenju ukrajinskega brezpilotnega letalnika v stanovanjsko hišo v Belgorodu je umrla ena oseba, dve pa sta bili ranjeni.[43]
- 1. april: Nad Belgorodsko oblastjo je bilo prestreženih 17 iztrelkov RS-70 vampir. Zatadi razbitin je bilo ranjenih 9 oseb.[44]
- 22. april: Sestreljen je bil brezpilotni letalnik, ki je bilo izstreljen proti Belgorodu.[45]
- 23. april: Nad Belgorodom je bil sestreljen brezpilotni letlanik, pri čemer ni bilo žrtev.[46]
- 24. april: Med obstreljevanjem Belgorodske oblasti je bilo uporabljenih 34 granat in 20 brezpilotnih letalnikov. Na območju Šebekina so bile ranjene štiri osebe, več objektov pa je bilo poškodovanih.[47]
- 27. april: Zaradi napada z brezpilotnimi letalniki je bilo v vasi Voznesenovka poškodovano nekaj kmetijske mehanizacije in ranjena ena oseba.[48]
- 28. april:
  - Zaradi napada s FPV-droni je bilo v vasi Voznesenovka ranjenih 8 oseb.[49]
  - Ukrajinske oborožene sile so obstreljevale še vasi Demidovka, Stari hutor in Vjazovo. V slednji je bila poškodovana komunikacijska infastruktura.[50]
- 4. maj: Nad Belgorodsko oblastjo so bili sestreljeni 3 brezpilotni letalniki. V Belgorodu je zaradi eksplozije nastala škoda na tridesetih domovih; poškodovanih je bilo pet ljudi.[51]
- 6. maj:
  - V bližini vasi Gruzskoje so bila z droni napadena vozila kmetijskega podjetja, ki so prevažala zaposlene v svinjerejno farmo. Med napadom je umrlo sedem oseb, več kot 40 je bilo ranjenih.[52]
  - Med napadom drona na obrobju mesta Šebekino je bila poškodovana ena oseba.[53]
  - V vasi Nikolskoje je bila ubita ena oseba in poškodovan otrok.[54]
- 10. maj: Nad Belgorodom je protizračna obramba sestrelila pet vodenih letalskih bomb in 17 izstrelkov RM-70 vampir.[55] Poročil o poškodovanih ni bilo, vendar je bilo poškodovanih nekaj stavb in vozil v Belgorodu.[56]
- 11. maj: Med obširnim obstreljevanjem Belgorodske oblasti je bilo uporabljenih več kot 120 iztrelkov različnih vrst orožja; poškodovanih je bilo najmanj 8 oseb, več stanovanjskih objektov, javnih zgradb in proizvodnih objektov ter nekaj vozil.[57] Protizračna obramba sestrelila 21 izstrelkov RM-70 vampir in devet brezpilotnih letalnikov.[58]
- 12. maj:  
  - Nad Belgorodsko oblastjo so sistemi protizračne obrambe prestregli dve raketi Točka-U.[59].
  - Med ukrajinskimi raketnimi napadi se je porušil odsek stanovanjskega bloka v Belgorodu, na katerega so padli kosi izstrelka, ki ga je sestrelila ruska zračna obramba.[60] Med reševanjem se je podrl še del strehe in poškodoval reševalce.[61].  Umrlo je najmanj 12 oseb.[62] V Združenih narodih so se po napadu izrekli proti napadom na civilno infrastrukturo.[63]
  - V večernih urah je bilo nad mestom sesteljenih še 12 iztrelkov РС-70 vampir in olha.[64]